# Próg szkodliwości gospodarczej
Próg szkodliwości gospodarczej (ang. economic injury level) – pojęcie wprowadzone w 1959 r. przez V.M. Sterna na oznaczenie najniższego zagęszczenia populacji szkodnika powodującego straty o znaczeniu gospodarczym. Metody oceny szkód opracowuje i publikuje FAO. W praktyce za próg szkodliwości gospodarczej przyjmuje się moment w którym wartość wyrządzanych szkód dwukrotnie przewyższa koszt zabiegów zwalczania przy czym uwzględnia się tu także kolejne zabiegi zwalczające spowodowane wytruciem pożytecznych entomofagów i pojawieniem się szkodników dotychczas trzymanych przez nie w równowadze.
Prawidłowe obliczenie progu nie jest łatwe. Zależy on od wielu czynników rynkowych mających wpływ na cenę środka użytego do zwalczania, cenę usługi przeprowadzenia zabiegu, wartości chronionego plonu oraz od czynników ekologicznych takich jak np. pogoda wpływająca na wielkość plonu oraz na liczbę szkodników. Pogoda nieszkodząc roślinie może tak wpłynąć na szkodnika że ten pojawi się masowo już w momencie gdy jego wpływ na plon będzie nieznaczący. Jeśli przymrozek zniszczy kwiaty może się okazać, że wykonywanie zabiegów ochronnych jest zbędnym wydatkiem. Na wszelki wypadek przy ustalaniu progu szkodliwości gospodarczej zakłada się wystąpienie najkorzystniejszej sytuacji np. że ceny się nie zmienią a szkodnik pojawi się w momencie największego wpływu na plon. W ten sposób próg szkodliwości gospodarczej zwykle bywa zaniżony. Szczegółowe obserwacje i analizy, uwzględnienie kolejnych czynników zwiększają ten próg a tym samym pozwalają zaoszczędzić mnóstwo pieniędzy, a zarazem zmniejszyć liczbę szkód wyrządzanych środowisku.
Są sytuacje w których próg szkodliwości gospodarczej przyjmuje się jako zerowy i wtedy zabieg wykonuje się bez względu na koszty. Tak się dzieje gdy szkodnik jest groźny dla życia człowieka, szkodnik został świeżo zawleczony i jeszcze na niewielkim obszarze można go zlikwidować albo gdy szkodnik atakuje wartościowy przyrodniczo lub historycznie obiekt chroniony.